# In-Grid

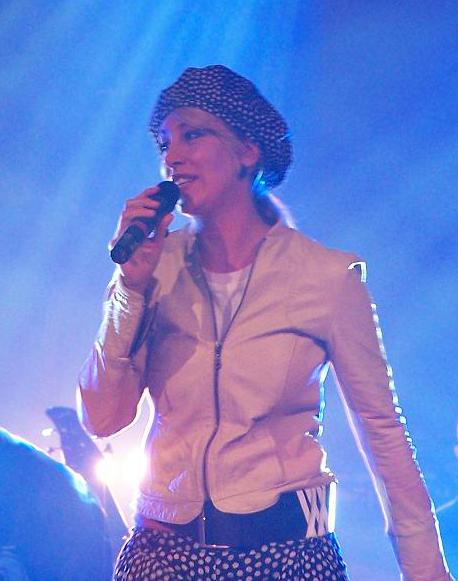
In-Grid (2007)

In-Grid (* 11. September 1973 in Guastalla) ist der Künstlername von Ingrid Alberini, einer italienischen Sängerin.

## Leben
In Deutschland wurde sie vor allem durch den Song Tu es foutu (etwa: „Du bist erledigt“) bekannt, der im Frühling 2003 bis in die Top 10 der Single-Charts in Europa und Australien kam. In Griechenland, Polen und Schweden wurde dieser Titel ein Nummer-1-Hit. In den USA war das Lied ein Dancehit und war Nummer 1 der Dance-Charts.
Mit In-Tango und Mama mia stieß sie in den folgenden Jahren noch unter anderem in die deutschen Charts vor, ein richtig großer Hit gelang ihr seit Tu es foutu jedoch nicht mehr.

## Diskografie

### Studioalben
| Jahr | Titel       | Höchstplatzierung, Gesamtwochen, AuszeichnungChartplatzierungen (Jahr, Titel, Platzierungen, Wochen, Auszeichnungen, Anmerkungen) | Höchstplatzierung, Gesamtwochen, AuszeichnungChartplatzierungen (Jahr, Titel, Platzierungen, Wochen, Auszeichnungen, Anmerkungen) | Höchstplatzierung, Gesamtwochen, AuszeichnungChartplatzierungen (Jahr, Titel, Platzierungen, Wochen, Auszeichnungen, Anmerkungen) | Anmerkungen                                              |
| Jahr | Titel       | DE | AT | CH | Anmerkungen                                              |
| ---- | ----------- | --- | --- | --- | -------------------------------------------------------- |
| 2003 | Rendez-vous | DE27 (23 Wo.)DE | AT23 (13 Wo.)AT | CH41 (13 Wo.)CH | Erstveröffentlichung: 14. April 2003 Verkäufe: + 170.000 |

Weitere Alben
- 2003: La vie en rose
- 2004: Chilling with In-Grid – La vie en rose
- 2005: Voilà!
- 2009: Passion
- 2010: Lounge Musique

### Singles
| Jahr | Titel Album                                                   | Höchstplatzierung, Gesamtwochen, AuszeichnungChartplatzierungen (Jahr, Titel, Album, Platzierungen, Wochen, Auszeichnungen, Anmerkungen) | Höchstplatzierung, Gesamtwochen, AuszeichnungChartplatzierungen (Jahr, Titel, Album, Platzierungen, Wochen, Auszeichnungen, Anmerkungen) | Höchstplatzierung, Gesamtwochen, AuszeichnungChartplatzierungen (Jahr, Titel, Album, Platzierungen, Wochen, Auszeichnungen, Anmerkungen) | Anmerkungen                                            |
| Jahr | Titel Album                                                   | DE | AT | CH | Anmerkungen                                            |
| ---- | ------------------------------------------------------------- | --- | --- | --- | ------------------------------------------------------ |
| 2002 | Tu es foutu / You Promised Me (Englische Version) Rendez-vous | DE9 (39 Wo.)DE | AT6 (28 Wo.)AT | CH23 (33 Wo.)CH | Erstveröffentlichung: 5. April 2002 Verkäufe: + 75.000 |
| 2003 | In-tango Rendez-vous                                          | DE35 (9 Wo.)DE | — | — | Erstveröffentlichung: 15. März 2003                    |
| 2005 | Mama mia Voilà!                                               | DE88 (4 Wo.)DE | — | — | Erstveröffentlichung: 3. Juni 2005                     |

Weitere Singles
- 2003: Shock
- 2003: Ah l’amour l’amour
- 2004: Milord
- 2005: Pochill – Tu es là?
- 2005: Oui
- 2008: I Love
- 2009: Le dragueur
- 2009: Les Fous
- 2010: Vive Le Swing
- 2011: Avec Toi (feat. Zoe Tiganouria)
- 2012: Padaet sneg (feat. Schanna Friske)
- 2012: La Trompette
- 2014: J'Adore by Rouge (Marco Lo Russo & SCM) feat In-Grid
- 2016: Kiki Swing
- 2016: Chico Gitano
- 2017: Sois Italien
- 2019: Mon amour (feat. Lolita)
- 2020: Be Italian
- 2020: Podozhdi (feat. Avraam Russo)

## Auszeichnungen für Musikverkäufe
| Goldene Schallplatte - Australien - 2003: für die Single Tu es foutu - Belgien - 2002: für die Single Tu es foutu - Griechenland - 2002: für die Single Tu es foutu - Polen - 2004: für das Album La vie en rose - Schweden - 2003: für die Single Tu es foutu | Platin-Schallplatte - Polen - 2004: für das Album Rendez-vous - Russland - 2005: für das Album Voilà! 5× Platin-Schallplatte - Russland - 2003: für das Album Rendez-vous |

| Land/RegionAuszeichnungen für Musikverkäufe (Land/Region, Auszeichnungen, Verkäufe, Quellen) | Gold     | Platin     | Verkäufe | Quellen              |
| -------------------------------------------------------------------------------------------- | -------- | ---------- | -------- | -------------------- |
| Australien (ARIA)                                                                            | Gold1    | —          | 35.000   | aria.com.au          |
| Belgien (BRMA)                                                                               | Gold1    | —          | 15.000   | ultratop.be          |
| Griechenland (IFPI)                                                                          | Gold1    | —          | 10.000   | Einzelnachweise      |
| Polen (ZPAV)                                                                                 | Gold1    | Platin1    | 105.000  | olis.pl              |
| Russland (NFPF)                                                                              | —        | 6× Platin6 | 120.000  | 2m-online.ru         |
| Schweden (IFPI)                                                                              | Gold1    | —          | 15.000   | sverigetopplistan.se |
| Insgesamt                                                                                    | 5× Gold5 | 7× Platin7 |          |                      |